# Clase Mississippi
Los acorazados clase Mississippi comprendían dos embarcaciones de la Armada de los Estados Unidos autorizadas en el presupuesto naval de 1903: Mississippi e Idaho, nombrados en honor a los estados Misisipi e Idaho, respectivamente. Fueron los últimos acorazados tipo pre-dreadnought en ser diseñados por la Armada, sin embargo, no fueron los últimos en ser construidos. A pesar de que la calidad y tecnología en el armamento y blindaje eran de primer nivel, estas embarcaciones incluían una variedad de tamaño en los cañones primarios, intermedios, secundarios y terciarios en una configuración que se volvió obsoleta antes de que los navíos fueran terminados. 
Los primeros años del siglo XX fueron un periodo de confusión y transición en la estrategia naval, tácticas y diseño de navíos de los Estados Unidos. La clase Mississippi, junto con la clase anterior Connecticut, fueron diseñadas basadas en las lecciones aprendidas en la guerra hispano-estadounidense, pero mientras estaban en construcción, la guerra ruso-japonesa, los juegos de guerra y la experimentación demostraron nuevas prioridades y conceptos que influenciarían los futuros diseños. Este también fue un período en el que el rápido desarrollo de técnicas y, el entrenamiento en el uso de cañones largos, hizo innecesaria la inclusión de cañones intermedios y secundarios de disparo rápido. Los futuros diseños estadounidenses reducirían la confusa variedad de tamaños de cañones en los acorazados tipo pre-dreadnought y se basarían en un solo tamaño de cañón para el armamento principal, junto con muchas armas pequeñas de un calibre uniforme para combatir pequeñas embarcaciones a corta distancia.
Las embarcaciones de la clase Mississippi fueron más pequeñas que algunas de las clases anteriores de acorazados. Fueron diseñados en un intento por reducir el rápido crecimiento en el tamaño y costo de los acorazados estadounidenses. Además, existía la teoría entre los líderes navales influyentes, incluidos el almirante George Dewey y el capitán Alfred Mahan, de que muchos acorazados pequeños podrían ser estratégicamente útiles, así como lo fueron las embarcaciones pequeñas de línea de los siglos XVIII y XIX. En esencia, las embarcaciones de la clase Mississippi eran versiones más pequeñas de la clase anterior Connecticut, con virtualmente el mismo armamento y blindaje, pero la reducción en su eslora, el tamaño del motor, y la capacidad de combustible provocaron que fueran lentos y de corto alcance. Otros arreglos en el diseño hicieron que tuvieran un desempeño deficiente en términos de dirección, estabilidad y navegabilidad.
Estas embarcaciones sirvieron con la Armada, de 1908 a 1914, cuando fueron vendidas a Grecia. La mayor parte de su servicio con Estados Unidos fue con la flota del Atlántico, aunque estos navíos no se desempeñaron bien en las operaciones de la flota debido a sus velocidades bajas y su corto alcance. Las embarcaciones se separaban frecuentemente de tareas especiales, incluidos viajes de buena voluntad y, el Mississippi fue usado por un tiempo como navío de apoyo para hidroplanos. Los dos acorazados participaron en intervenciones militares estadounidenses en México y el Caribe, que incluyeron el desembarco de marines y apoyo en operaciones aéreas tempranas.
En 1914, las dos embarcaciones clase Mississippi fueron vendidas a Grecia; esta fue la única venta de acorazados funcionales estadounidenses a un gobierno extranjero. De 1914 a principios de 1930, las embarcaciones estuvieron en activo con la Armada Griega, sirviendo en mayor parte en funciones de defensa y ataque costero. Las limitaciones en su desempeño en estas misiones y en aguas más tranquilas, fueron menos pronunciadas. Sirvieron en la guerra civil rusa y en la guerra greco-turca. A mediados de la década de 1930, fueron relegadas a la Reserva y a funciones auxiliares y, los cañones del Idaho fueron retirados y trasladados a fortificaciones costeras. Ambos navíos fueron hundidos por aviones alemanes en 1941 y, recuperados en 1950 para ser vendidos como chatarra.

## Antecedentes
A principios del siglo XX, la Armada de los Estados Unidos crecía rápidamente. La Armada ordenó sus primeros acorazados en 1895 y, a mediados de la década siguiente, la publicación anual británica Jane's Fighting Ships clasificó a la línea de batalla estadounidense como segunda en el mundo, solo después de la Armada Británica. Sin embargo, este rápido crecimiento no fue apoyado universalmente ni por el gobierno, ni por la Armada. Con frecuencia, era necesario hacer concesiones entre grupos poderosos para obtener el financiamiento.
Las embarcaciones de la clase Mississippi fueron diseñadas para cumplir con los objetivos del Congreso y de la Armada para reducir el creciente costo de los acorazados, cuya cantidad y tamaño había aumentado dramáticamente durante las dos primeras décadas de la producción de acorazados. Se produjo una división entre los planificadores navales en los primeros años del siglo XX, sobre si tener barcos técnicamente superiores o, tener muchos de menor costo, con el presidente Theodore Roosevelt entre los que apoyaban la primera propuesta y, el almirante de la Armada, George Dewey, junto con el capitán Alfred Mahan, apoyando la segunda. El presupuesto naval de 1903 logró un compromiso al ordenar cinco embarcaciones, tres de la clase Connecticut de 16 000 toneladas largas, y dos de una clase menos costosa, de 13 000 toneladas largas con un diseño que aún no estaba determinado.
Los navíos que se convirtieron en la clase Mississippi, estaban destinados a servir como el equivalente moderno de los navíos de línea de tercera clase del siglo XIX, ofreciendo lo que se creía era un arreglo eficiente entre capacidad de navegación (velocidad, manejo), poder de disparo y, costo. Este concepto había formado la columna de las flotas de barcos de vela de batalla del siglo anterior, pero las tendencias en las estrategias navales a principios del siglo XX estaban volviendo obsoleto el concepto de tercera clase. Las estrategias predominantes requerían una línea de batalla consistente en unidades de primera clase. El siguiente diseño de acorazados estadounidenses, la clase South Carolina, fue un enfoque completamente diferente que regresó al desplazamiento de la clase Connecticut, usando un formato de cañones grandes similar al concepto del HMS Dreadnought.

## Diseño

### Características generales
La clase Mississippi fueron los últimos acorazados de tipo pre-dreadnought diseñados por los Estados Unidos; sin embargo, el New Hampshire, última embarcación del diseño anterior clase Connecticut, fue autorizado y completado después que los Mississippi; convirtiéndose así en el último pre-dreadnought estadounidense en ser construido.
Mientras el Congreso había autorizado tres navíos en el rango de las 13 000 toneladas largas, el diseño no estaba especificado en el presupuesto naval de 1903. Inicialmente, se consideraron tres propuestas: una versión de menor tamaño de la clase Connecticut que era de 16 000 toneladas largas, de la cual cinco navíos habían sido aprobados en los presupuestos de 1902 y 1903; uno de mayor tamaño que la clase Maine de 15 000 toneladas largas, que era un diseño de 1898 y del cual tres se habían encargado de 1902 a 1904; y un diseño completamente nuevo que podía incorporar nuevas ideas y tecnología. Se consideraron adaptaciones para los nuevos diseños y, la tecnología en el ahorro de peso podría permitir alcanzar mayor eficiencia a partir del diseño de la clase Maine, que era el más cercano a la meta en cuanto a peso.
Como ocurrió con muchos de los diseños de la Armada estadounidense, el almacenamiento de carbón y la eficiencia de energía era más importante que en los diseños europeos. Los navíos estadounidenses tenían que pelear lejos de sus costas, especialmente en el Pacífico. Incluso en el Caribe, las fuerzas estadounidenses podrían estar más lejos de sus estaciones carboneras que cualquier otra potencia europea con bases coloniales. El calado era una preocupación, debido a que los puertos del sur de Estados Unidos solían tener entradas poco profundas y, algunos autores sentían que todas las embarcaciones debían poder salir de todos los puertos principales. Las mangas estaba típicamente limitadas por el ancho de los diques secos.
El diseño final fue una versión de menor tamaño de la clase anterior, Connecticut. En comparación, estos navíos eran 1 nudo más lentos y tenían un francobordo más bajo, así que no tenían un buen desempeño en mares agitados. Las dos embarcaciones de la clase Mississippi tenían una eslora de 116 m, una manga de 23 m y un calado de 7.52 m. Fueron diseñadas para un desplazamiento normal de 13 000 toneladas largas y, un desplazamiento máximo de combate de 14 465 toneladas largas. Cada navío tenía una tripulación de 34 oficiales y 710 marineros.

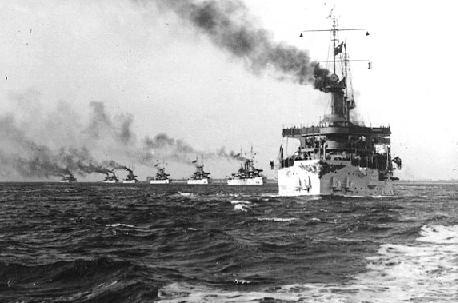
La Gran Flota Blanca demostró el poder de los Estados Unidos al navegar por todo el mundo. Sin embargo, aunque la mayoría de las embarcaciones tenían menos de 10 años, ya eran obsoletas

El crucero de la Gran Flota Blanca, de 1907 a 1909, puso a prueba el comportamiento de los diseños estadounidenses. Incluso en los primeros diseños, incluyendo a la clase Connecticut con su francobordo más alto, llevaban su armamento secundario demasiado cerca de la línea de flotación. Las embarcaciones llevaban inicialmente un mástil de poste sobre la torre de mando, aunque poco después de ser puestos en servicio se les agregó a ambos navíos mástiles de celosía en la popa y, para 1910, los mástiles de proa también fueron reemplazados por mástiles de celosía.
La eslora reducida, al tiempo que conservaba la misma manga que la clase Connecticut, resultó en una relación eslora-manga desventajosa, causando un rendimiento reducido comparado con esa clase. No solo era su máxima velocidad 1 nudo más lenta, sino que su velocidad económica también se redujo 1 nudo y medio. También tenían un almacenamiento de carbón 25% menor, reduciendo aún más su rango operativo.
Las embarcaciones tenían malas cualidades de comportamiento en el mar, que las convertía en plataformas de artillería deficientes en aguas del Atlántico. Su funcionamiento era irregular y, su baja relación eslora-manga provocaba un balanceo y cabeceo excesivos, que dificultaba mantener los cañones en el objetivo. La eslora reducida, separada significativamente de la popa, dificultaba mantener los navíos en un rumbo constante, incluso en aguas tranquilas.

### Propulsión
Cuando estas embarcaciones fueron diseñadas, la tecnología anticuada de máquinas de vapor alternativas estaba siendo lentamente reemplazada por la nueva tecnología de propulsión de turbinas de vapor. Si bien las turbinas significaban generalmente mayor velocidad, eran menos eficientes en combustible y limitaban el alcance de los navíos a menos que pudieran almacenar más combustible. Los primeros diseños de los dreadnoughts, que estaban en desarrollo simultáneo con la clase Mississippi, usaban turbinas primitivas de transmisión directa. La Armada de los Estados Unidos tardó en adaptar completamente las turbinas y, las usaron solamente en la producción de acorazados cuando las transmisiones indirectas se refinaron (reducción de engranajes o turboeléctricas). Se construyeron varias clases de acorazados posteriores donde, por lo demás, embarcaciones idénticas tenían diferentes tipos de motores, como las clases Nevada y Delaware.
El Mississippi y el Idaho fueron equipados con motores de vapor de expansión triple de dos ejes, que impulsaban dos hélices. Estos eran motores alternativos donde el vapor se usaba varias veces (expansión triple) para una mayor eficiencia. El vapor era generado por ocho calderas Babcock & Wilcox. Sus motores tenían una potencia de 10 000 ihp (7500 kW), que producían una velocidad máxima de 17 nudos (31 km/h). En pruebas, el Mississippi alcanzó los 13 607 ihp (10 147 kW), y una velocidad máxima de 17.11 nudos (31.69 km/h). En términos de velocidad, esta clase de embarcaciones era inferior comparada con varias clases previas, y solo era ligeramente superior a la clase Illinois, que habían sido botados en 1896.
Las embarcaciones transportaban 600 toneladas largas de carbón en búnkeres especialmente diseñados y, se podían almacenar hasta 1200 toneladas largas en huecos a los costados del casco. Esto proporcionaba a los navíos un alcance de 5800 millas náuticas (10 700 km), a una velocidad crucero de 10 nudos (19 km/h). El alcance era menor que en las clases anteriores.

### Armamento

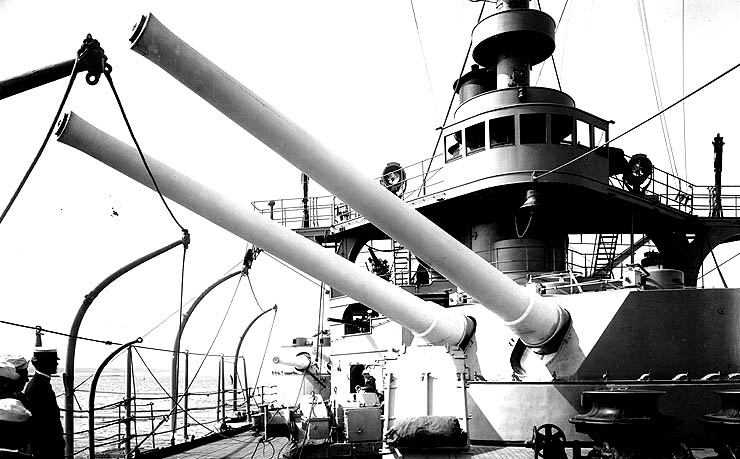
Batería principal de 305 mm del USS Mississippi

Para 1903, habían disponibles diferentes conceptos de combinación de cañones, con muchas ideas basadas en varias experiencias e interpretaciones de batallas navales recientes, juegos de guerra y otros experimentos. Los diseños recientes de acorazados estadounidenses incluían cañones primarios, intermedios, secundarios y terciarios, que era lo común en la configuración de los pre-dreadnought. En 1890, la Armada de los Estados Unidos había sido pionera en el uso de cañones intermedios de calibre 203 mm con la clase Indiana, pero no eran usados de manera constante en sus diseños anteriores, porque las opiniones y las experiencias variaban.
La calidad de los cañones, blindaje, municiones y diseños cambiaban rápidamente, así que la experiencia podía volverse rápidamente irrelevante. La experiencia en combate durante la guerra hispano-estadounidense, había demostrado el valor de los cañones pequeños a corta distancia, donde los grandes cañones habían sido inexactos. En la guerra ruso-japonesa, justo seis años después, se obtuvieron efectos decisivos a largas distancias, mucho más allá de los límites efectivos de las municiones de 200 mm. Sin embargo, para este punto, los diseños de la clase Mississippi ya habían sido establecidos y sus quillas ya habían sido colocadas.
Finalmente, estas embarcaciones fueron construidas con baterías principales idénticas a los de la clase Connecticut, mientras que se redujo la batería secundaria a cuatro cañones de 179 mm, se omitieron ocho cañones terciarios de 76 mm, y se sacrificaron dos tubos lanzatorpedos. Los diseños posteriores eliminarían por completo las baterías de 179 mm, y casi todos los cañones de 76 mm serían retirados de la mayoría de los acorazados antes de entrar a combate en la Primera Guerra Mundial.
La batería principal consistía en cuatro cañones calibre 305 mm/45. Estos cañones eran considerados como de disparo rápido y fueron dispuestos en dos torretas dobles, una al frente y otra al final de la superestructura. Los ocho cañones calibre 203 mm/45 fueron colocados en cuatro torretas dobles fuera de la superestructura principal, a cada lado de las embarcaciones.
Los ocho cañones calibre 179 mm/45 restantes fueron distribuidos cuatro a cada lado, en casamatas en los costados de las embarcaciones, debajo de la cubierta principal. Cuatro cañones calibre 76 mm/50 fueron montados en las casamatas superiores (en la cubierta principal), dos a cada lado detrás de una placa blindada de 51 mm. Otros dos cañones, uno a cada lado, fueron montados en casamatas tipo burbuja en la cubierta de armas, cerca de la proa. Los ocho cañones restantes estaban en montajes descubiertos en la cubierta superior, y en otros espacios en la cubierta. Se instalaron dos tubos lanzatorpedos a los costados, cerca de la proa de las embarcaciones.

#### Batería principal
Los diseños estadounidenses más recientes continuaban incluyendo baterías primarias de cañones largos de entre 305 y 330 mm, junto con varios cañones intermedios de 203 mm para fuego rápido en combates de corta distancia contra navíos blindados. Las cañones ligeros intermedios se consideraban valiosos por poder penetrar el blindaje de los niveles superiores, donde los cañones pesados eran más efectivos en el cinturón principal y las torretas pesadas. Era probable que los primeros disminuyeran la capacidad de combate del oponente, mientras que los segundos la hundirían.
Los primeros acorazados utilizaban cañones de 330 mm con pólvora negra como propelente; el diseño de la clase Maine, de 1898, usaba cañones más pequeños de 305 mm pero más potentes que utilizaban pólvora sin humo y, que generaban una mayor velocidad y una trayectoria más plana. Los cañones de 305 mm disponibles en 1904 tenían un alcance de 8200 m, aproximadamente el doble de alcance de la pólvora negra del armamento principal usado en la guerra hispano-estadounidense. Esto se consideraba un arreglo excelente entre peso y poder de disparo, ya que las limitaciones en el control de la artillería hacían que los cañones de mayor alcance fueran poco prácticos. La consideración contemporánea no era ir más allá, sino ir con más. En 1902, navales oficiales, con respaldo del presidente Theodore Roosevelt, comenzaron a diseñar técnicas de disparo y equipamiento superiores. El desarrollo de mejores localizadores y telémetros, condujo a mejoras en la capacidad de alcance y precisión. Al mismo tiempo, entrenamiento y sistemas mejores redujeron significativamente el tiempo necesario para cargar y disparar los cañones largos, de tres a un minuto.
Los cañones intermedios de 203 mm habían sido descontinuados en 1896 con la clase Illinois, pero basado en la experiencia de la guerra hispano-estadounidense en 1898, fueron reinstalados en la clase Virginia y continuaron en la clase Connecticut. Normalmente, estos eran instalados en torretas de dos cañones, pero la ubicación de las torretas había sido inconsistente en diseños anteriores; en dos diseños, las torretas de 203 mm se superpusieron sobre las torretas de 305 y 330 mm. Algunos diseñadores pensaban que los cañones de 203 mm eran redundantes en comparación con los cañones calibre 178 mm/45 de disparo rápido instalados en las casamatas. Otros argumentaron que el aumento en la velocidad de disparo y la precisión de los cañones de 203 mm eliminaba la necesidad de cañones más pequeños en la batería principal.

#### Batería secundaria
En 1903, las baterías secundarias se consideraban normalmente como una combinación de defensa de torpedos (defensa contra embarcaciones más pequeñas armadas con torpedos, como buques torpederos o destructores) y, armamento para atacar las estructuras más altas ligeramente blindadas de los buques capitales.
Los recientes buques de guerra estadounidenses tenían montados una combinación de algunos cañones de 179 y 152 mm, y muchos cañones pequeños en el rango de 51 y 76 mm (conocidos como de 6 y 12 libras, respectivamente). Los cañones más largos estaban protegidos normalmente en casamatas y las armas más pequeñas estaban al aire sobre la cubierta o en casamatas con protección ligera.
Se adoptó el cañón de calibre 178 mm/45 de disparo rápido con las clases anteriores de acorazados para reemplazar a los cañones anteriores de 152 mm; esto trajo una mejora significativa en la balística, expandiendo el potencial más allá de la defensa contra torpedos, pero tenían inconvenientes. Existían varias opiniones sobre la mejor combinación de cañones; todos de 203 mm, todos de 179 mm, o una combinación de ambos. Aunque eran considerados de disparo rápido, el propelente para los cañones de 179 mm era cargado en costales, haciéndolos más lentos que los cañones contemporáneos de 152 mm. La Armada consideraba que estos eran excelentes para el papel previsto, sin embargo, para tareas de convoy en el Atlántico Norte, durante la Primera Guerra Mundial, las desventajas en el manejo en el mar sobrepasaron su utilidad; fueron retirados de los acorazados que permanecían en servicio para 1918.
Comenzando con los navíos de la clase Maine, encargados en 1902, los cañones calibre 76 mm/50 (de 12 libras), fueron usados en la mayoría de los acorazados como un arma contra embarcaciones antitorpedos. Estos cañones y otras armas más pequeñas se denominan frecuentemente como cañones terciarios. Este papel fue desempeñado en los primeros acorazados estadounidenses, incluidos el Texas y el primer Maine, con cañones de 57 mm (6 libras). La mayoría de los cañones de 76 mm fueron retirados de los acorazados antes de las operaciones de combate en la Primera Guerra Mundial.

#### Blindaje
El cinturón principal de las embarcaciones era de 179 a 299 mm de grosor, y se reducía de 100 a 180 mm en cada extremo. Esto equivalía a una reducción de 51 mm comparado con los clase Connecticut. La batería principal de torretas de cañones tenía frentes de 305 mm de grosor, montadas sobre barbetas de 250 mm. Su batería secundaria estaba protegida por costados blindados de 180 mm. La torre de mando delantera tenía 229 mm de grosor a los costados.

## Embarcaciones
| Nombre      | Número de casco | Astillero            | Puesta de quilla   | Botado                   | Asignado             | Dado de baja        | Destino |
| ----------- | --------------- | -------------------- | ------------------ | ------------------------ | -------------------- | ------------------- | --- |
| Mississippi | BB-23           | William Cramp & Sons | 12 de mayo de 1904 | 30 de septiembre de 1905 | 1 de febrero de 1908 | 21 de julio de 1913 | Vendido a Grecia en 1914 y renombrado como Kilkis; hundido por aviones alemanes en abril de 1941. Vendido como chatarra en la década de 1950. |
| Idaho       | BB-24           | William Cramp & Sons | 12 de mayo de 1904 | 9 de diciembre de 1905   | 1 de abril de 1908   | 8 de julio de 1913  | Vendido a Grecia en 1914 y renombrado como Lemnos; hundido por aviones alemanes en abril de 1941. Vendido como chatarra en la década de 1950. |

## Historial de servicio

### USSMississippi(BB-23)

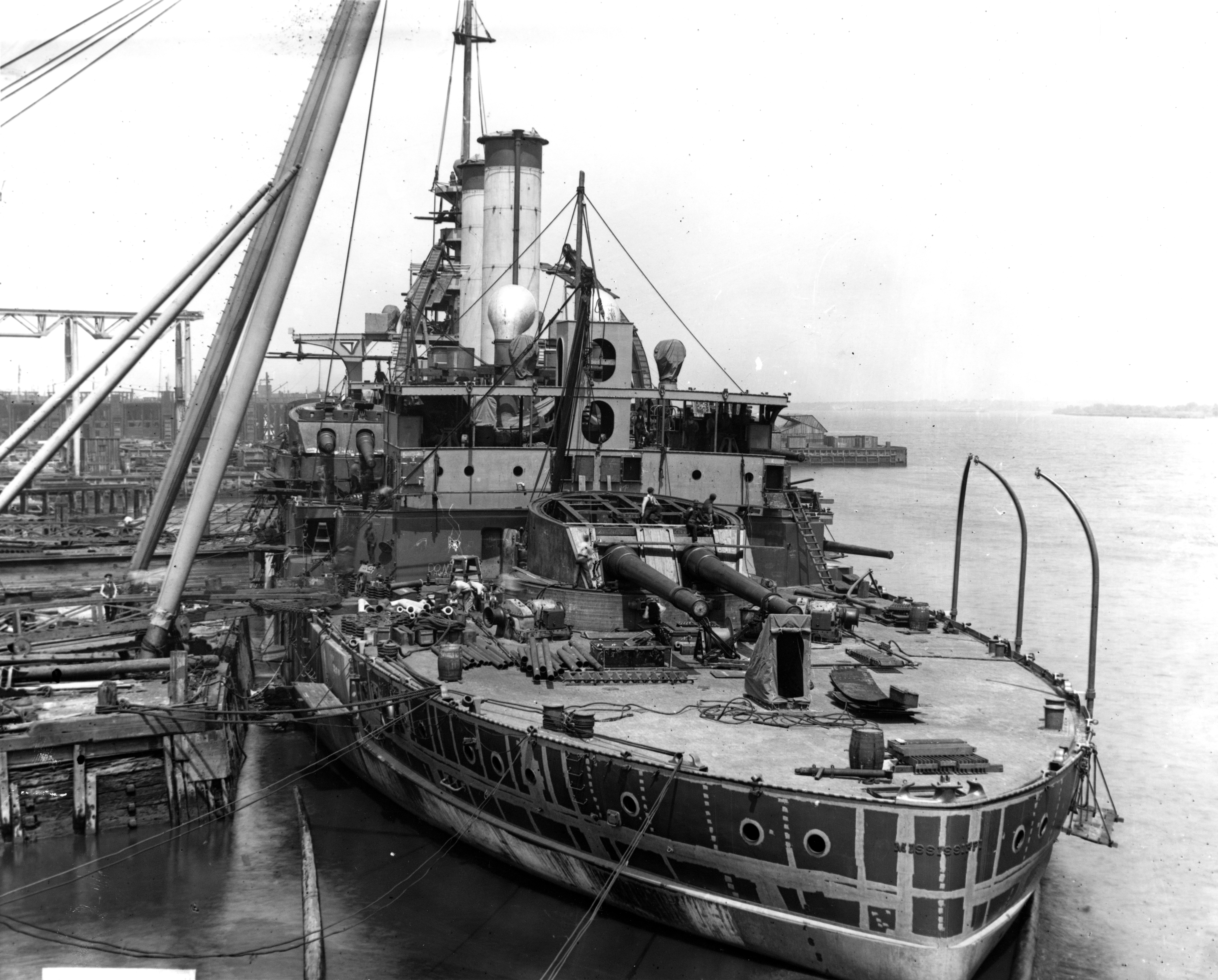
El Mississippi en construcción, en 1907

La quilla del Mississippi fue puesta el 12 de mayo de 1904, fue botado el 30 de septiembre de 1905 y fue asignado el 1 de febrero de 1908. Ese mismo año, tuvo un crucero de prueba por la costa de Cuba, y regresó a Filadelfia para un acondicionamiento final.
El 25 de enero de 1909, participó en la toma de posesión del presidente de Cuba, José Miguel Gómez, luego se unió a la Gran Flota Blanca a su regreso y, pasó lista para el presidente Thedore Roosevelt. Por el resto del año y hasta 1910, viajó a aguas de Nueva Inglaterra, el Caribe y el Golfo de México e, hizo un viaje por el río Misisipi y participó en juegos de guerra en la bahía de Guantánamo.
A finales de 1910, navegó a Europa como parte de las maniobras de la flota del Atlántico, tras lo cual pasó unos 14 meses frente a la costa atlántica, alternando su base entre Filadelfia y Norfolk, sirviendo como buque escuela y llevando a cabo ejercicios operacionales. En junio de 1912, desembarcó un contingente de marines en El Cuero, Cuba, para defender intereses estadounidenses. Después de unos ejercicios con la flota, regresó al astillero de Filadelfia, donde fue puesto en la Primera Reserva, en agosto de 1912.
Para fines de 1913, fue asignado como un navío de estación aeronáutica en Pensacola, Florida. Con el estallido de combates en México en abril de 1914, el Mississippi se embarcó a Veracruz, llegando con el primer destacamento de aviadores navales para entrar en combate. En junio de 1914 regresó a Hampton Roads, donde fue dado de baja y transferido a la Armada Griega.

### USSIdaho(BB-24)

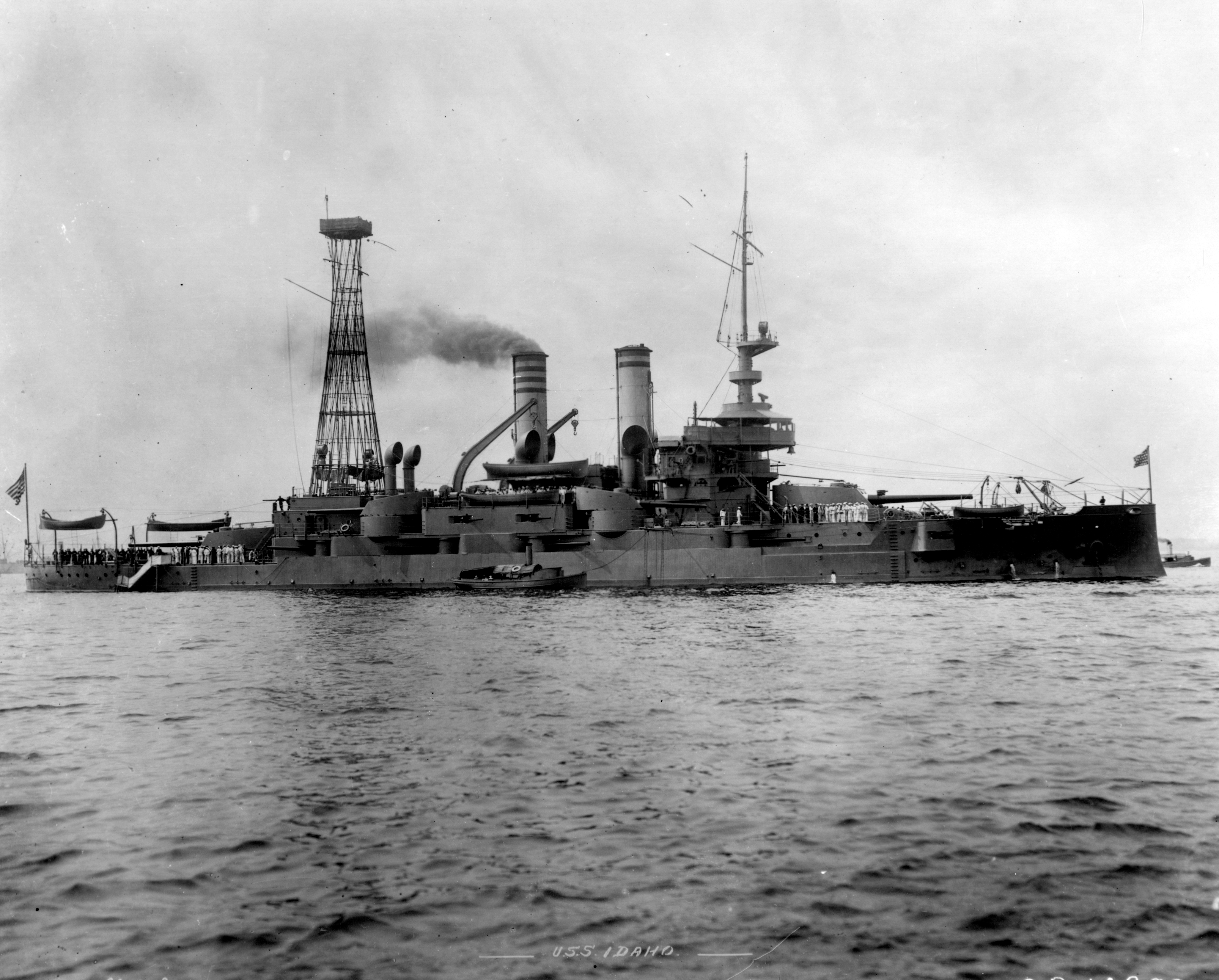
El Idaho con su primer mástil de celosía instalado, en 1908

La quilla del Idaho fue puesta el 12 de mayo de 1904, fue botado el 9 de diciembre de 1905 y, fue asignado el 1 de abril de 1908. Ese mismo año tuvo un crucero de prueba por la costa de Cuba, luego regresó a Filadelfia para un acondicionamiento final y reparaciones.
En el verano de 1908, transportó un destacamento de marines a Cólon, en la Zona del Canal de Panamá, para garantizar un proceso electoral pacífico. En ese mismo año le fue instalado su primer mástil de celosía.
En febrero de 1909, se unió a la Gran Flota Blanca durante su regreso a los Estados Unidos, y pasó lista para el presidente Theodore Roosevelt. Por el resto del año y hasta 1910, alternó entre las aguas de Nueva Inglaterra, y las aguas del sur, incluyendo el Caribe y el Golfo de México, junto con un viaje en el río Misisipi, y participó en juegos de guerra en la bahía de Guantánamo.
Del 12 de enero de 1910, cruzó el Atlántico con la 3.a División de la Flota del Atlántico, a la bahía de Gravesend, Inglaterra y, de ahí a Brest, Francia, regresando a Guantánamo a principios de 1911.
Después de tareas de rutina con la flota del Atlántico en aguas cubanas, el Idaho viajó al Golfo de México y el río Misisipi en 1911, visitando algunos puertos del río.
En febrero de 1914, disturbios en México llevaron a un golpe de Estado y a la muerte del depuesto presidente Francisco I. Madero. Como protección de los intereses estadounidenses, el Idaho fue desplegado en Tampico en mayo, y en Veracruz en junio. Después de su regreso, fue colocado con la flota de la Reserva del Atlántico el 27 de octubre de 1913.
El Idaho permaneció en la Reserva hasta que volvió a entrar en servicio en marzo de 1914. A mediados de año, navegó al Mediterráneo con un grupo de guardamarinas a bordo. Después de visitar algunos puertos, arribó al puerto francés de Villefranche, el 17 de julio de 1914. Ahí fue transferido formalmente a la Armada Griega el 30 de julio de 1914.